# Großkrut
Großkrut osztrák mezőváros Alsó-Ausztria Mistelbachi járásában. 2021 januárjában 1640 lakosa volt. 

## Elhelyezkedése

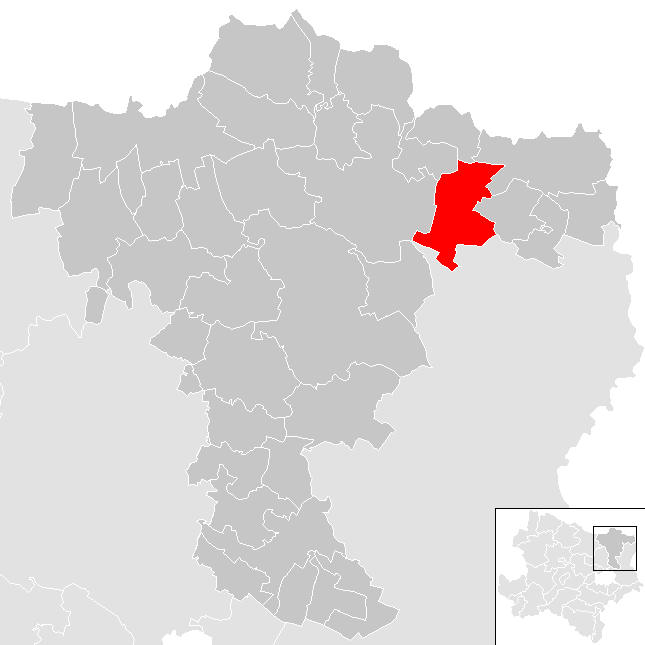
Großkrut a Mistelbachi járásban

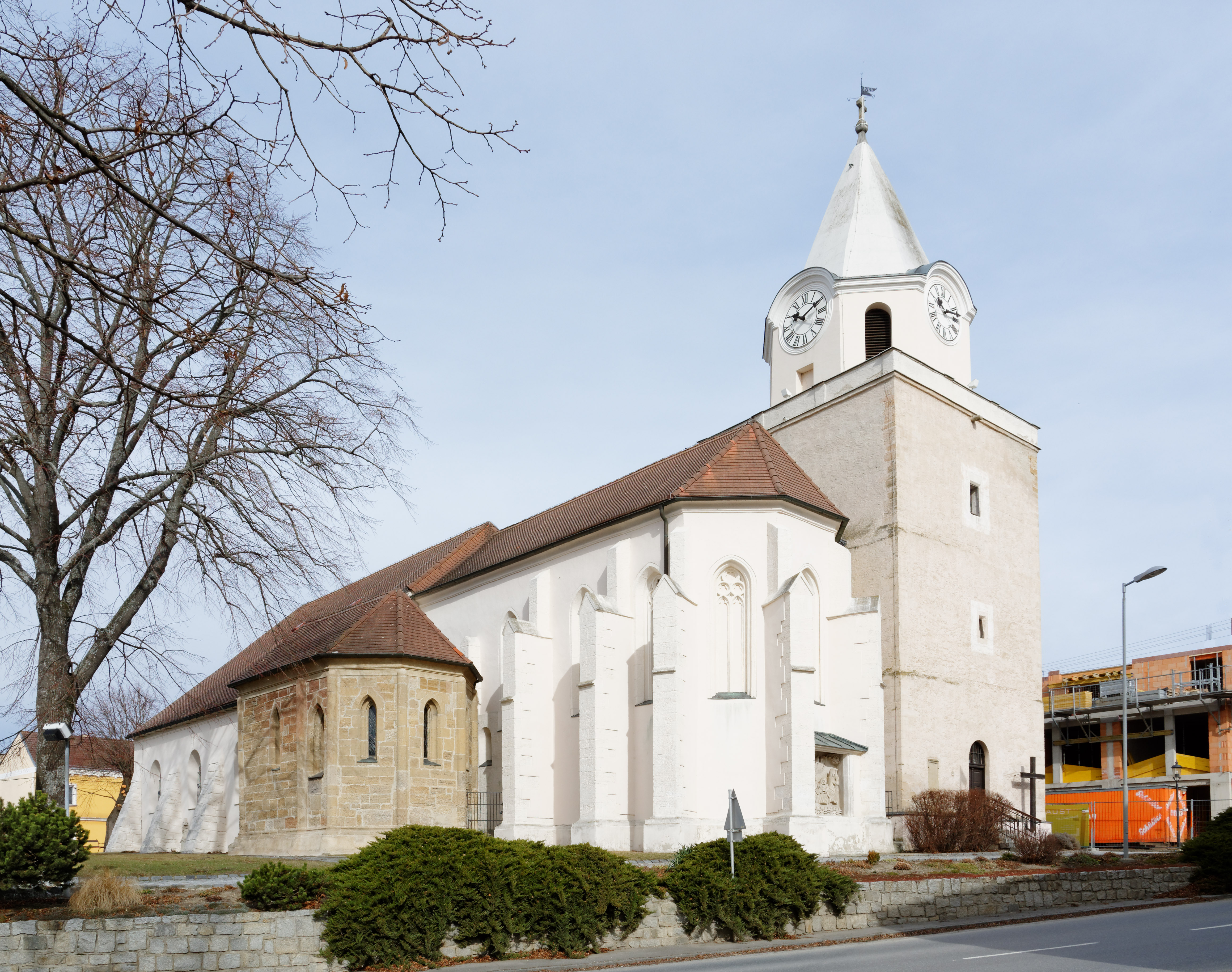
A Szt. István-plébániatemplom

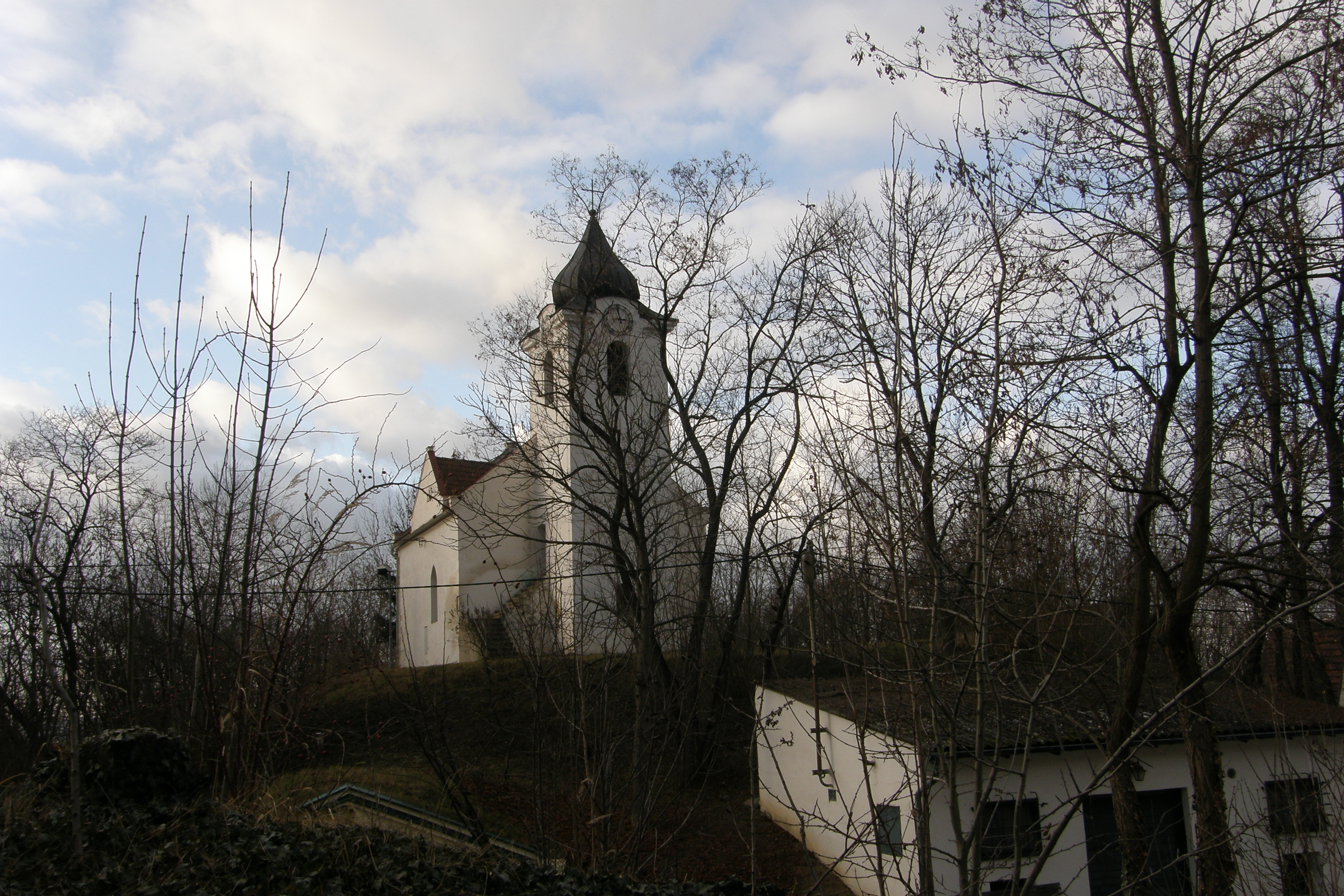
Az althöfleini kápolna

Großkrut a tartomány Weinviertel régiójában fekszik a Weinvierteli-dombságon, a Poybach patak mentén. Területének 2,4%-a erdő, 85,6% áll mezőgazdasági művelés alatt. Az önkormányzathoz 4 települést, illetve településrészt egyesít: Althöflein (276 lakos 2021-ben), Ginzersdorf (236), Großkrut (960) és Harrersdorf (168). 
A környező önkormányzatok: nyugatra Poysdorf, északnyugatra Herrnbaumgarten, északra Schrattenberg, északkeletre Bernhardsthal, keletre Altlichtenwarth, délre Hauskirchen.

## Története
Großkrutot először 1055-ben említik. Neve 1922-ig Böhmischkrut volt, ekkor kapta a mai nevét, többek között azért mert az ide szóló leveleket a posta sokszor előbb Csehszlovákiába akarta küldeni (Böhmisch – cseh). Mezővárosi kiváltságait a 15. század elején kapta. 1708-1711 között Ginzersdorfot Rákóczi kurucai többször kifosztották. A település határában, a bernhardsthali úton állt a vesztőhely, ahol az utolsó kivégzést 1743-ban hajtották végre. A napóleoni háborúk során, 1805 – 1809 között a franciák többször megszállták. 1808-ban Höfleint Koháry Ferenc vásárolta meg. 1850-ben megalakultak Großkrut és Höflein (1912-től Althöflein) különálló önkormányzatai: ezek 1967-ben egyesültek. 
A második világháború végén, 1945. április 20-án a Großkrutért rövid harcot vívott a Vörös Hadsereg és a Waffen-SS, amelynek 4 polgári áldozata volt. Ginzersdorfban 3 civil halt meg és 11 épület romba dőlt.

## Lakosság
A großkruti önkormányzat területén 2020 januárjában 1640 fő élt. A lakosságszám 1910-ben érte el csúcspontját 2677 fővel, azóta csökkenő tendenciát mutat. 2018-ban az ittlakók 97,1%-a volt osztrák állampolgár; a külföldiek közül 0,4% a régi (2004 előtti), 1,4% az új EU-tagállamokból érkezett. 2001-ben a lakosok 91,2%-a római katolikusnak, 1,5% mohamedánnak, 5,9% pedig felekezeten kívülinek vallotta magát. Ugyanekkor a németeken (97,3%) kívül a törökök alkották a legnagyobb nemzetiségi csoportot 1,2%-kal. 
A népesség változása:

| 2016 | 1 579 |
| 2018 | 1 572 |

## Látnivalók
- a Szt. István-plébániatemplom
- az althöfleini kápolna. A kápolnahegy alatt régi alagútrendszer húzódik, amely egy kis múzeumon keresztül érhető el.

## Fordítás
- Ez a szócikk részben vagy egészben  a   Großkrut című német Wikipédia-szócikk ezen változatának fordításán alapul.  Az eredeti cikk szerkesztőit annak laptörténete sorolja fel. Ez a jelzés csupán a megfogalmazás eredetét és a szerzői jogokat jelzi, nem szolgál a cikkben szereplő információk forrásmegjelöléseként.